# Brahmánda purána
Brahmánda purána je sanskrtský text, jeden z osmnácti velkých purán (Mahá-purána). Dílo je pojmenováno po kosmologickém konceptu brahmánda „kosmickém vejci“ a patří k nejstarším z purán, jádro textu může pocházet až z 4. století. Vzhledem k různým úpravám se však Brahmánda purána během času měnila a existuje ve více verzích. Má přes šedesát pět kapitol a přes 4 500 veršů. Protože patří k nejstarším hinduistickým textům nalezeným na Bali tak bývá také někdy označována jako javánská brahmánda.
Dílo má encyklopedický charakter a zabývá se například kosmogonií, konceptem samskáry, genealogií, etikou a pojetím dharmy, jógou, geografií, dobrou správou státních záležitostí, diplomacií, obchodem a také obsahuje pasáže které charakteru průvodce po Kašmíru, Kataku a Káňčipuramu. Text také zahrnuje Lalitá Sahasrananamám, hymnus na Déví jako nejvyšší bytost vesmíru, a Adhjátma Rámájana, alegorický text který se pokouší usmířit uctívání Rámy a Déví v rámci hnutí bhakti s advainta védántou.